# 12800 Oobayashiarata
12800 Oobayashiarata eller 1995 WQ7 är en asteroid i huvudbältet som upptäcktes den 27 november 1995 av den japanska astronomen Takao Kobayashi vid Ōizumi-observatoriet. Den är uppkallad efter den japanske amatörastronomen Arata Oobayashi.
Den tillhör asteroidgruppen Massalia.